# Aleš Píša
Aleš Píša (* 2. ledna 1977 Pardubice) je bývalý hokejový obránce. Byl draftován v roce 2001 v 9. kole týmem Edmonton Oilers (272. celkově).
Jeho první tým byl HC ČSOB Pojišťovna Pardubice. V NHL se v první sezoně příliš neprosadil. Odehrál pouze 2 zápasy, ale většinou byl na farmě v týmu Hamilton Bulldogs. Před začátkem byl vyměněn do týmu New York Rangers místo svého krajana Radka Dvořáka. V druhé sezoně v National Hockey League (NHL) se mnoho nezměnilo. Aleš Píša opět většinu času byl na farmě – odehrál jen 3 zápasy v NHL.
Po další nepovedené sezóně přestoupil do týmu KHL Severstal Čerepovec.
Po sezoně 2004/2005 přestoupil do jiného týmu KHL Chimik Moskevská Oblast. Tam byl jednoznačně nejlepším obráncem týmu, přesto po sezoně 2005/2006 volil návrat do mateřských Pardubic.
S týmem HC Moeller Pardubice zůstal nejprve těsně pod vrcholem, když Pardubice prohrály ve finále se Spartou 2:4 na zápasy, ale v sezoně 2009/2010 si vše vynahradil, když Pardubice porazili ve finále tým HC Vítkovice Steel 4:0 na zápasy. O rok později ještě získal bronz.

## Hráčská kariéra
- 1993-94 HC Pardubice
- 1994-95 HC Pardubice
- 1995-96 HC Pardubice
- 1996-97 HC Pardubice
- 1997-98 HC Pardubice
- 1998-99 HC Pardubice
- 1999-00 HC Pardubice
- 2000-01 HC Pardubice
- 2001-02 Edmonton Oilers NHL, Hamilton Bulldogs AHL
- 2002-03 Hamilton Bulldogs AHL, Edmonton Oilers NHL, New York Rangers NHL
- 2003-04 Severstal Čerepovec (KHL)
- 2004-05 Severstal Čerepovec (KHL)
- 2005-06 Atlant Mytišči (KHL)
- 2006-07 HC Pardubice
- 2007-08 HC Pardubice, Torpedo Nižnij Novgorod (KHL)
- 2008-09 HC Pardubice
- 2009-10 HC Pardubice
- 2010-11 HC Pardubice
- 2011-12 HC Pardubice
- 2012-13 HC Pardubice
- 2013-14 HC ČSOB Pojišťovna Pardubice
- 2014-15 HC ČSOB Pojišťovna Pardubice
- 2015-16 HC BAK Trutnov
- 2016-17 HC BAK Trutnov
- 2017-18 HC BAK Trutnov